# Gare de Pringy
Gare de Pringy vasútállomás Franciaországban, Pringy településen.

## Vasútvonalak
Az állomást az alábbi vasútvonalak érintik:
- Aix-les-Bains-Annemasse-vasútvonal

## Kapcsolódó állomások
A vasútállomáshoz az alábbi állomások vannak a legközelebb:
- Gare d’Annecy (Gare d’Annecy, Léman Express Line 2)
- Saint-Martin-Bellevue railway station
- Gare de Groisy-Thorens-la-Caille (Coppet vasútállomás, Léman Express Line 2)